# Джон Фокс (певец)
Джон Фокс (англ. John Foxx, настоящее имя Деннис Ли — англ. Dennis Leigh, родился 26 сентября 1948 года) — британский певец, художник, фотограф и преподаватель. Впервые приобрел известность как вокалист группы Ultravox, но после недолгого пребывания в коллективе покинул его и занялся сольной карьерой.

## Биография

### Ранние годы
Деннис Ли, получивший известность как Джон Фокс, родился в Чорли, Ланкашир. Его отец был шахтёром и занимался боксом, мать работала на молочной ферме. Джон Фокс посещал начальную школу Святой Марии и среднюю школу Святого Августина. В юном возрасте ему нравился стиль жизни модов и хиппи.
 Он экспериментировал с магнитофонами и синтезаторами во время учёбы в Королевском колледже искусств. Первая музыкальная группа, в которой он принял участие называлась Woolly Fish. К 1973
он пел, играл на двенадцатиструнной гитаре и иногда выступал вместе со Stack Waddy в Манчестере, откуда он вскоре перебрался в Лондон, к чему его побудило, — как он это называет, — «отсутствие музыкальных стимулов».

### Tiger Lily
В 1973 Джон Фокс сформировал группу, которая в конечном итоге получила название «Tiger Lily» и состояла из бас-гитариста Криса Сейнт-Джона (Криса Аллена), гитариста Стива Ширса и канадского барабанщика Уоррена Кэнна (он пришёл в коллектив в начале 1974). Группа впервые выступила в клубе «Марки» в августе 1974. После этого концерта к ним присоединился скрипач Билли Керри.
Tiger Lily выпустили сингл 14 марта 1975 на лейбле звукозаиси «Галл рекордз». На лицевой стороне сингла была записана кавер-версия композиции Фэтса Уоллера «Ain’t Misbehavin'». Она была предназначена для эротического фильма с тем же названием, но в итоге там не исполнялась. На обратной стороне сингла была записана композиция собственного сочинения группы Tiger Lily — «Monkey Jive». Причитавшиеся им деньги музыканты потратили на покупку электрического пианино для Билли Керри.

### Ultravox
После нескольких изменений названия — Fire of London, The Zips и The Damned — группа стала называться «Ultravox!» с июля 1976. Её стиль включал в себя такие музыкальные направления, как панк-рок, глэм-рок, электронная музыка, реггей и Новая волна.
Музыканты подписали контракт со звукозаписывающей компанией Island Records и выпустили три альбома в период с 1977 по 1978 год. Первый сингл «Dangerous Rhythm» («My Sex» на обратной стороне) вышел 19 января 1977. Первый альбом под названием Ultravox! появился вскоре после этого. Вторая долгоиграющая пластинка
Ha!-Ha!-Ha! содержала сингл «ROckWrok». Оба альбома были коммерческой неудачей.
Третий альбом Systems of Romance был записан при участии немецкого продюсера Конни Планка. Гитарист Стив Ширс покинул группу; на смену ему пришёл Робин Саймон. Продажи альбома были скромными, однако аудитория группы увеличилась, в том числе и в США.
В период записи пластинки Systems of Romance была написана песня под таким же названием, но у музыкантов не хватило времени для её записи. Позже она вошла во второй студийный альбом Джона Фокса The Garden Во время выступлений в поддержку альбома Systems of Romance Фокс начал исполнять с группой Ultravox свои будущие сольные номера, такие, как «He’s a Liquid», «Touch & Go» (позже вошедшие в его первый альбом Metamatic) и «Walk Away» (её можно найти на его втором альбоме The Garden). Последнюю из перечисленных композиций он ни разу не исполнял на концертах до 1983.
Несмотря на то, что фирма «Айленд» аннулировала контракт с группой Ultravox в начале 1979, музыканты предприняли гастрольный тур по США на свои средства в феврале того же года. Во время выступлений были исполнены песни «Touch and Go» (на альбоме Фокса Metamatic) и «Radio Beach»(так и не была записана в студии).
Джон Фокс сообщил музыкантам Ultravox о своем желании уйти из группы. К завершению гастрольного тура
пути участников Ultravox разошлись: Робин Саймон остался в Нью-Йорке, Фокс вернулся в Лондон, Билли Керри начал совместную работу с Гэри Ньюманом. Вскоре группа Ultravox собралась в новом составе с Миджем Юром в качестве вокалиста.

### Сольное творчество
После того, как Джон Фокс подписал контракт с фирмой Virgin Records, он добился определённого успеха в чарте Великобритании, выпустив синглы «Underpass» (No. 31) и «No-One Driving» (No. 32).
Альбом Metamatic поступил в продажу 17 января 1980 и добрался до 18 строки чарта Великобритании. Фокс записал большинство партий синтезаторов и ритм-машин, о чём указано на обложке пластинки. Одна из композиций, а именно, «Metal Beat», берет своё название от драм-машины Roland CR-78, которая использовалась во время записи.
Второй альбом Фокса The Garden вышел в свет в сентябре 1981 и достиг 24 строки в альбомном чарте Великобритании.
В 1982 Фокс открыл свою собственную студию звукозаписи, созданную по проекту Энди Манро. Студия получила название «Сад». Джон Фокс стал продюсером демозаписей первого альбома Верджинии Эстли From Gardens Where We Feel Secure. Такие исполнители, как Depeche Mode, British Electric Foundation, Брайан Ино, Тревор Хорн, Bronski Beat, The Cure, Nick Cave and the Bad Seeds, Тина Тернер, Siouxsie and the Banshees и Tuxedomoon также записывались на этой студии.
В 1983 Фокс написал музыку к фильму «Идентификация женщины» Микеланджело Антониони В сентябре того же года вышел его третий альбом The Golden Section (Золотое сечение).
Альбом In Mysterious Ways появился в продаже в октябре 1985. В музыкальном отношении он не сильно отличался от предыдущих работ Фокса и не очень активно раскупался. Фокс позже признался, что ему стала ненавистна «стерильная» поп-музыка того периода. Однако в том же году он продюсировал альбом Pressure Points Энн Кларк и принимал участие в его записи.

### Уход с музыкальной сцены
После альбома In Mysterious Ways Фокс порвал с музыкальным шоу-бизнесом. Он продал свою студию звукозаписи, вернулся к своей более ранней профессии художника-графика и начал работать под своим настоящим именем — Деннис Ли. Образцы его работ можно увидеть на обложке книги Салмана Рушди «Последний вздох мавра», обложках некоторых книг Джанет Уинтерсон и Энтони Бёрджесса.
Примерно в это же время он начал экспериментировать с музыкой эмбиент, работая над проектом «Cathedral Ocean». Он начал также обращать внимание на андерграундную хаус- и эйсид-сцену Детройта и Лондона. С группой Nation 12 в начале 1990-х годов Фокс выпустил два двенадцатидюймовых сингла — «Remember» и «Electrofear».
Первый из них был совместной работой с Тимом Саймноном, известным по проекту Bomb the Bass. Группа
Nation 12 также написала музыку для компьютерной игр Speedball 2 (1990) и видеоигры Gods (1991).

### Возвращение
24 марта 1997 Фокс возвратился на музыкальную сцену, выпустив на лейбле звукозаписи Metamatic Records одновременно два альбома Shifting City (в сотрудничестве с Луисом Гордоном) и Cathedral Oceans. Shifting City был квалифицирован многими комментаторами как запоздалое возвращение музыканта к стилю электропоп «эпохи» альбома «Metamatic». Тем не менее на этом альбоме заметны влияния андерграундной музыки 1990-х годов и стиля трипхоп, а также заметны элементы психоделической поп-музыки, впервые проявившиеся в композиции «When You Walk Through Me» группы «Ultravox».. Cathedral Oceans представляет собой сольную работу Джона Фокса, возвращение к воспоминаниям о католической юности и его любви к древним кафедральным соборам Англии и Европы, выдержанное в стиле эмбиент. На эту работу повлияли традиционные вечерние церковные молитвы, григорианское пение, музыка Брайана Ино, Харольда Бадда и Ханса-Йохима Рёделиуса..
11 октября 1997 Джон Фокс выступил на первом с 1982 публичном концерте в лондонской «Астории». Компакт-диск, выпущенный ограниченным тиражом в 1 000 пронумерованных экземпляров под названием Subterranean Omnidelic Exotour продавался только пришедшим на концерт по предъявлению билета. Фокс и Гордон продолжили совместную работу, выступая на концертах гастрольного тура Subterranean Omnnidelic Exotour в 1997 и 1998 и выпустили второй альбом The Pleasures of Electricity, в сентябре 2001. Два года спустя они вновь отправились в концертный тур — в поддержку альбома Crash and Burn, выпущенного на лейбле Фокса «Метамэтик рекордз». В 2003 вышел в свет второй «том» Cathedral Oceans, а также другие работы в стиле эмбиент: двойной компакт-диск Translucence и Drift Music с Харольдом Баддом. В 2004, с сентября по октябрь, коллекция изображений к Cathedral Oceans выставлялась в «Би-си-би арт» в городе Хадсоне, штат Нью-Йорк. На следующий год вышел диск Cathedral Oceans III.
В апреле 2005 Фокс был приглашен финским диджеем Йори Хулкконеном для записи альбома Dualizm, а именно, для записи вокальной партии в композиции «Dislocated», которую Хулкконен специально сочинил для Фокса. Месяц спустя Джон Фокс появился на сцене «Брайтон павилиэн» вместе с Харальдом Баддом и Биллом Нельсоном; там было объявлено, что Фокс планирует совместную работу с Джа Уобблом, Робином Гатри, Стивом Дженсеном и Биллом Нельсоном.
В июне 2006 Фокс выпустил сольный альбом с инструментальной музыкой Tiny Colour Movies, состоящий из пятнадцати звуковых дорожек.
Три совместных альбома с Луисом Гордоном были выпущены в конце 2006: Live From a Room (As Big as a City) — «живой» студийный альбом, записанный во время гастролей 2003 года (он продавался в комплекте с
диском с записью интервью с Джоном Фоксом «The Hidden Man»), студийный альбом From Trash и двойной альбом Sideways (также с интервью).
В июле 2007 Фокс выставлял свои графические работы, связанные с Cathedral Oceans в «Фулхэм пэлис». На вечере открытия выставки Фокс исполнил фортепианные пьесы и читал отрывки из своего неопубликованного романа «Тихий человек» перед аудиторией в первый раз. В сентябре ремастерованное издание Metamatic было выпущено в продажу в виде двойного компакт-диска с ранее неиздававшимися композициями и обратными сторонами синглов.

## Дискография

### Студийные альбомы
| Вместе с Ultravox: - Ultravox! (1977) - Ha!-Ha!-Ha! (1977) - Systems of Romance (1978) Соло: - Metamatic (1980) (No.18 в чарте Великобритании) - The Garden (1981) (No.24 в чарте Великобритании) - The Golden Section (1983) (No.27 в чарте Великобритании) - In Mysterious Ways (1985) (No.85 в чарте Великобритании) - Cathedral Oceans (1997) - Cathedral Oceans II (2003) - Cathedral Oceans III (2005) - Tiny Colour Movies (2006) - My Lost City (2009) - D.N.A. (2010) - B-Movie (Ballardian Video Neuronica) (2014) - London Overgrown (2015) - The Marvellous Notebook (2022) Вместе с Луисом Гордоном: - Shifting City (1997) - The Pleasures of Electricity (2001) | - Crash and Burn (2003) - From Trash (2006) - Sideways (2006) Вместе с Харольдом Баддом: - Translucence/Drift Music (2003) Вместе с Робином Гатри: - Mirrorball (2009) Вместе со Стивом Агостино и Стивом Дженсеном: - A Secret Life (2009) Вместе с Тео Трэвисом: - Torn Sunset (2011) Вместе с Nation 12: - Electrofear (2005) John Foxx and the Maths with Benge: - Interplay (2011) - The Shape of Things (2011) - Evidence (2012) |  |

### Синглы
Вместе с Tiger Lily
- 1975 — «Ain’t Misbehavin'» — 3:12 / «Monkey Jive» — 3:36 (7" 14/03/1975)

Вместе с Ultravox
- 1977 — «Dangerous Rhythm» — 4:14 / «My Sex» — 3:01 (7" 04/02/1977)
- 1977 — «Modern Love» (live) — 2:31 / «Quirks» — 1:38
- 1977 — «Young Savage» — 2:58 / «Slipaway» — 4:09 (концертная запись в «Рэйнбоу тиэтер») (7" 28/05/1977)
- 1977 — «ROckwrok» — 3:33 / «Hiroshima Mon Amour» — 4:54 (7" 14/10/1977)
- 1978 — «Slow Motion» — 3:27 / «Dislocation» — 2:55 (7" и 12" 04/08/1978)
- 1978 — «Quiet Men» — 3:15 / «Cross Fade» 2:56 (7" и 12" 20/10/1978)
- 1981- «Slow Motion» / «Quiet Men» / Hiroshima Mon Amour  (7" reissue)
- 1981- «Slow Motion» / «Quiet Men» / «Hiroshima Mon Amour» / «Dislocation»

Вместе с Nation 12
- 1990 — «Remember» / «Remember» (Sub Dub Mix) / «Listen to the Drummer» / «Remember» (12")
- 1991 — «Electrofear» (Beastmix) — 4:20 / «Electrofear» (Shemsijo Mix) — 4:20 / «Electrofear» (Dogmix) — 3:56 (12")
- 1991-92 -«Gods — Soundtrack (видео игра)»

Соло
- 1980 — «Underpass» — 3:18 / «Film One» — 4:00 (7" 10/01/1980)
- 1980 — «Underpass» (full length) — 3:56 / «He’s a Liquid» (alternate) — 3:06 (12" promo 10/01/1980)
- 1980 — «No-One Driving» (Remix) — 3:42 / «Glimmer» — 3:35 / «This City» — 3:05 / «Mr. No» 3:12 (double 7" 20/03/1980)
- 1980 — «Burning Car» — 3:12 / «20th Century» — 3:04 (7" 11/07/1980)
- 1980 — «Miles Away» — 3:17 / «A Long Time» — 3:49 (7" 29/10/1980)
- 1981 — «Europe After the Rain» — 3:37 / «This Jungle» — 4:41 (7" 20/08/1981)
- 1981 — «Europe After the Rain» — 3:59 / «This Jungle» — 4:41 / «You Were There» — 3:49 (12" 20/08/1981)
- 1981 — «Dancing Like a Gun» — 3:38 / «Swimmer 2» — 3:30 (7" 30/10/1981)
- 1981 — «Dancing Like a Gun» — 4:11 / «Swimmer 1» — 5:08 / «Swimmer 2» — 3:30 (12" 30/10/1981)
- 1982 — «Endlessly» — 3:51 / «Young Man» — 2:53 (7" 16/07/1982)
- 1983 — «Endlessly» (Remix) — 4:18 / «A Kind of Wave» — 3:39 (7" 17/06/1983)
- 1983 — «Endlessly» (Remix) — 4:18 / «Dance with Me» — 3:31 (7" 17/06/1983)
- 1983 — «Endlessly» (Remix) — 4:18 / «Ghosts on Water» — 3:12 / «A Kind Of Wave» — 3:39 / «Dance with Me» — 3:31 (double 7" 17/06/1983)
- 1983 — «Endlessly» (12" version) — 7:40 / «A Kind of Wave» (12" version) 4:58 (12" 17/06/1983)
- 1983 — «Your Dress» — 3:59 / «Woman on a Stairway» — 4:28 (7" 15/09/1983)
- 1983 — «Your Dress» — 3:59 / «Woman on a Stairway» — 4:28 / «The Lifting Sky» — 4:44 / «Annexe» — 3:04 (double 7" 15/09/1983)
- 1983 — «Your Dress» — 4:26 / «The Garden» — 7:14 (12" 15/09/1983)
- 1983 — «Like a Miracle» — 5:11 / «The Lifting Sky» — 4:44 (7" and 12" 28/10/1983)
- 1983 — «Like a Miracle» (extended version) — 8:11 / «Wings & a Wind» — 5:17 (7" and 12" 28/10/1983)
- 1985 — «Stars on Fire» — 4:52 / «What Kind of a Girl» — 4:40 (7")
- 1985 — «Stars on Fire» — 4:52 / «What Kind of a Girl» — 4:40 / «City Of Light» — 3:38 / «Lumen de Lumine» — 2:36 (double 7")
- 1985 — «Stars on Fire» — 7:15 / «City of Light» — 3:38 / «What Kind Of a Girl» — 4:56 (12")
- 1985 — «Enter the Angel» — 3:58 / «Stairway» — 5:00 (7" 20/09/1985)
- 1985 — «Enter the Angel» — 5:52 / «Stairway» — 5:54 (12" 20/09/1985)
- 2004 — «Mr No» / «Mr No» (Joakim Remix) (12")[15]
- 2008 — «Burning Car» (20th Century) / «Burning Car» (Dubterror remix) (12" 22/09/2008)[16]

Вместе с The Maths
- 2010 — «Destination» — 5:11 / «September Town» — 4:26 (download only)